# Modèle solaire standard
Le modèle solaire standard (SSM) est un modèle mathématique du Soleil qui le caractérise comme une sphère de gaz (dans différents états d'ionisation, l'hydrogène de l'intérieur profond étant un plasma complètement ionisé). Ce modèle stellaire, techniquement un modèle quasi-statique à symétrie sphérique d'une étoile, a une structure stellaire décrite par plusieurs équations différentielles dérivées de principes physiques de base. Le modèle est contraint par les valeurs du problème aux limites des équations, à savoir la luminosité, le rayon, l'âge et la composition du Soleil, qui sont bien déterminés. L'âge du Soleil ne peut être mesuré directement mais peut être estimé à partir de l'âge des météorites les plus anciennes et des modèles d'évolution du système solaire. La composition de la photosphère solaire actuelle est, en masse, de 74,9 % d'hydrogène et de 23,8 % d'hélium. Tous les éléments plus lourds, appelés métaux en astronomie, représentent moins de 2 % de la masse. Le SSM est utilisé pour tester la validité de la théorie de l'évolution stellaire. En effet, la seule façon de déterminer les deux paramètres libres du modèle d'évolution stellaire, l'abondance de l'hélium et le paramètre de longueur de mélange (utilisé pour modéliser la convection dans le Soleil), est d'ajuster le modèle solaire standard pour qu'il « colle » à l'observation.

## Calibration du modèle
Une étoile est considérée comme ayant un âge zéro (protostellaire) lorsqu'elle est supposée avoir une composition homogène et commencer à tirer l'essentiel de sa luminosité de réactions nucléaires (en négligeant la période de contraction à partir d'un nuage de gaz et de poussières). Pour obtenir le SSM, un modèle stellaire d'une masse solaire (M☉) à l'âge zéro est reconstitué numériquement jusqu'à l'âge du Soleil. L'abondance des éléments dans le modèle solaire d'âge zéro est estimée à partir des météorites primordiales. Avec cette information sur l'abondance, une estimation raisonnable de la luminosité à l'âge zéro (telle que la luminosité actuelle du Soleil) est ensuite convertie par une procédure itérative en valeur correcte pour le modèle, et la température, la pression et la densité dans l'ensemble du modèle sont calculées en résolvant numériquement les équations de la structure stellaire, en supposant que l'étoile est dans un état stationnaire. Le modèle évolue ensuite numériquement jusqu'à l'âge du Soleil. Tout écart par rapport aux valeurs mesurées de la luminosité du Soleil, des abondances de surface, etc. peut alors être utilisé pour affiner le modèle. Par exemple, depuis la formation du Soleil, une partie de l'hélium et des éléments lourds se sont déposés hors de la photosphère par diffusion. Par conséquent, la photosphère solaire contient aujourd'hui environ 87 % d'hélium et d'éléments lourds par rapport à la photosphère protostellaire, qui était composée de 71,1 % d'hydrogène, de 27,4 % d'hélium et de 1,5 % de métaux. Une mesure de la décantation des éléments lourds par diffusion est nécessaire pour obtenir un modèle plus précis.

## Modélisation numérique des équations de la structure stellaire
Les équations différentielles de la structure stellaire, telles que l'équation d'équilibre hydrostatique, sont intégrées numériquement. Les équations différentielles sont approximées par des équations aux différences. On imagine que l'étoile est constituée de coquilles à symétrie sphérique et l'intégration numérique est effectuée par étapes finies en utilisant les équations d'état, qui donnent des relations pour la pression, l'opacité et le taux de production d'énergie en fonction de la densité, de la température et de la composition.

## Évolution du Soleil

Évolution de la luminosité, du rayon et de la température solaires, comparés aux valeurs actuelles du Soleil. D'après Ribas (2010).

Les réactions nucléaires dans le cœur du Soleil modifient sa composition, en convertissant les noyaux d'hydrogène en noyaux d'hélium par la chaîne proton-proton et (dans une moindre mesure dans le Soleil que dans les étoiles plus massives) par le cycle CNO. Cela augmente le poids moléculaire moyen dans le cœur du Soleil, ce qui devrait conduire à une diminution de la pression. Ce n'est pas le cas, car le noyau se contracte. Selon le théorème du viriel, la moitié de l'énergie potentielle gravitationnelle libérée par cette contraction sert à augmenter la température du noyau, et l'autre moitié est rayonnée[réf. nécessaire]. Cette augmentation de la température accroît également la pression et rétablit l'équilibre hydrostatique. La luminosité du Soleil est accrue par l'augmentation de la température, ce qui augmente le taux des réactions nucléaires. Les couches externes se dilatent pour compenser l'augmentation des gradients de température et de pression, de sorte que le rayon augmente également.
Aucune étoile n'est complètement statique, mais les étoiles restent sur la séquence principale (en brûlant de l'hydrogène dans le cœur) pendant de longues périodes. Dans le cas du Soleil, il se trouve sur la séquence principale depuis environ 4,6 milliards d'années et deviendra une géante rouge dans environ 6,5 milliards d'années, soit une durée de vie totale sur la séquence principale d'environ 11 milliards (1010) d'années. L'hypothèse d'un état stable est donc une très bonne approximation[réf. nécessaire]. Pour des raisons de simplicité, les équations de la structure stellaire sont écrites sans dépendance temporelle explicite, à l'exception de l'équation du gradient de luminosité :
{\displaystyle {\frac {dL}{dr}}=4\pi r^{2}\rho \left(\varepsilon -\varepsilon _{\nu }\right)}
Ici {\displaystyle L} est la luminosité, ε est le taux de production d'énergie nucléaire par unité de masse et εν est la luminosité due à l'émission de neutrinos (voir ci-dessous pour les autres quantités). L'évolution lente du Soleil sur la séquence principale est alors déterminée par le changement des espèces nucléaires (principalement la consommation d'hydrogène et la production d'hélium). Les taux des différentes réactions nucléaires sont estimés à partir d'expériences de physique des particules à des énergies élevées, qui sont extrapolées aux énergies plus faibles des intérieurs stellaires (le Soleil brûle l'hydrogène assez lentement). Historiquement, les erreurs dans les taux de réaction nucléaire ont été l'une des plus grandes sources d'erreur dans la modélisation stellaire. Les ordinateurs sont utilisés pour calculer les différentes abondances (généralement par fraction de masse) des espèces nucléaires. Une espèce particulière aura un taux de production et un taux de destruction, les deux étant nécessaires pour calculer son abondance au fil du temps, dans des conditions variables de température et de densité. Étant donné qu'il existe de nombreuses espèces nucléaires, un réseau de réaction informatisé est nécessaire pour suivre la façon dont toutes les abondances varient ensemble.
Selon le théorème de Vogt-Russell, la masse et la structure de la composition d'une étoile déterminent de manière unique son rayon, sa luminosité et sa structure interne, ainsi que son évolution ultérieure (bien que ce « théorème » n'ait été conçu que pour s'appliquer aux phases lentes et stables de l'évolution stellaire et ne s'applique certainement pas aux transitions entre les stades et aux stades d'évolution rapide). Les informations sur les abondances variables des espèces nucléaires au cours du temps, ainsi que les équations d'état, sont suffisantes pour une solution numérique en prenant des incréments de temps suffisamment petits et en utilisant l'itération pour trouver la structure interne unique de l'étoile à chaque étape.

## Objectif du modèle solaire standard
Le modèle a deux objectifs :
- fournir des estimations de l'abondance de l'hélium et du paramètre de longueur de mélange en forçant le modèle stellaire à avoir la luminosité et le rayon corrects à l'âge du Soleil,
- permettre d'évaluer des modèles plus complexes avec une physique supplémentaire, comme la rotation, les champs magnétiques et la diffusion, ou des améliorations du traitement de la convection, comme la modélisation de la turbulence et du dépassement (overshooting) convectif.

Comme le modèle standard de la physique des particules et le modèle standard de la cosmologie, le SSM évolue dans le temps en fonction des nouvelles découvertes théoriques ou expérimentales pertinentes.

## Circulation d'énergie dans le soleil
Le Soleil est constitué d'un noyau radiatif et d'une enveloppe extérieure convective. Dans le noyau, la luminosité due aux réactions nucléaires est transmise aux couches extérieures principalement par rayonnement. Cependant, dans les couches externes, le gradient de température est si important que le rayonnement ne peut pas transporter suffisamment d'énergie. Par conséquent, la convection thermique se produit lorsque les colonnes thermiques transportent la matière chaude vers la surface (photosphère) du Soleil. Une fois que la matière s'est refroidie à la surface, elle replonge vers la base de la zone de convection, pour recevoir davantage de chaleur de la partie supérieure de la zone radiative.
Dans un modèle solaire, tel que décrit dans la structure stellaire, on considère la densité {\displaystyle \rho (r)}, la température {\displaystyle T(r)}, la pression totale (matière plus rayonnement) {\displaystyle P(r)}, la luminosité {\displaystyle l(r)} et le taux de production d'énergie par unité de masse {\displaystyle \epsilon (r)} dans une coquille sphérique d'une épaisseur dr à une distance r du centre de l'étoile.
Le transport radiatif de l'énergie est décrit par l'équation du gradient radiatif de température :
{\displaystyle {dT \over dr}=-{3\kappa \rho l \over 16\pi r^{2}\sigma T^{3}},}
où k est l'opacité de la matière, σ est la constante de Stefan-Boltzmann, et cette dernière est fixée à un.
La convection est décrite à l'aide de la théorie de la longueur de mélange et l'équation du gradient de température correspondante (pour la convection adiabatique) est la suivante :
où γ = cp/cv est l'indice adiabatique, le rapport des chaleurs spécifiques dans le gaz. (Pour un gaz idéal entièrement ionisé, γ = 5/3).
{\displaystyle {dT \over dr}=\left(1-{1 \over \gamma }\right){T \over P}{dP \over dr},}
où γ = cp / cv est l'indice adiabatique, le rapport des chaleurs spécifiques dans le gaz. (Pour un gaz idéal entièrement ionisé, γ = 5/3).
Près de la base de la zone de convection du Soleil, la convection est adiabatique, mais près de la surface du Soleil, la convection n'est pas adiabatique.

## Simulations de convection près de la surface
Une description plus réaliste de la partie supérieure de la zone de convection est possible grâce à des simulations hydrodynamiques tridimensionnelles et temporelles détaillées, prenant en compte le transfert radiatif dans l'atmosphère. De telles simulations reproduisent avec succès la structure de surface observée de la granulation solaire, ainsi que les profils détaillés des raies du spectre radiatif solaire, sans utiliser de modèles paramétrés de turbulence. Les simulations ne couvrent qu'une très petite fraction du rayon solaire, et prennent manifestement beaucoup trop de temps pour être incluses dans la modélisation solaire générale. L'extrapolation d'une simulation moyenne à travers la partie adiabatique de la zone de convection au moyen d'un modèle basé sur la description de la longueur de mélange a démontré que l'adiabat prédit par la simulation était essentiellement cohérent avec la profondeur de la zone de convection solaire telle que déterminée par l'héliosismologie. Une extension de la théorie de la longueur de mélange, incluant les effets de la pression turbulente et de l'énergie cinétique, basée sur des simulations numériques de la convection près de la surface, a été développée. Cette section est adaptée de la revue Christensen-Dalsgaard sur l'héliosismologie, chapitre IV.

## Équations d'état
La solution numérique des équations différentielles de la structure stellaire nécessite des équations d'état pour la pression, l'opacité et le taux de production d'énergie, telles que décrites dans la structure stellaire, qui relient ces variables à la densité, à la température et à la composition.

## Héliosismologie
L'héliosismologie est l'étude des oscillations des ondes dans le Soleil. Les changements dans la propagation de ces ondes à travers le Soleil révèlent des structures internes et permettent aux astrophysiciens de développer des profils extrêmement détaillés des conditions intérieures du Soleil. En particulier, l'emplacement de la zone de convection dans les couches extérieures du Soleil peut être mesuré, et les informations sur le cœur du Soleil fournissent une méthode, utilisant le SSM, pour calculer l'âge du Soleil, indépendamment de la méthode consistant à déduire l'âge du Soleil à partir de celui des météorites les plus anciennes.

## Production de neutrinos
L'hydrogène est fusionné en hélium par le biais de plusieurs interactions différentes dans le Soleil. La grande majorité des neutrinos sont produits par la chaîne pp, un processus dans lequel quatre protons sont combinés pour produire deux protons, deux neutrons, deux positrons et deux neutrinos électroniques. Les neutrinos sont également produits par le cycle CNO, mais ce processus est beaucoup moins important dans le Soleil que dans les autres étoiles.
La plupart des neutrinos produits dans le Soleil proviennent de la première étape de la chaîne pp, mais leur énergie est si faible (< 0,425 MeV) qu'ils sont très difficiles à détecter. Une branche latérale rare de la chaîne pp produit les neutrinos « bore-8 » avec une énergie maximale d'environ 15 MeV, et ce sont les neutrinos les plus faciles à détecter. Une interaction très rare dans la chaîne pp produit les neutrinos « hep », les neutrinos les plus énergétiques que le Soleil devrait produire. Ils devraient avoir une énergie maximale d'environ 18 MeV.
Toutes les interactions décrites ci-dessus produisent des neutrinos avec un spectre d'énergies. La capture de 7Be par un électron produit des neutrinos à environ 0,862 MeV (~90%) ou 0,384 MeV (~10%).

## Détection des neutrinos
La faiblesse des interactions du neutrino avec d'autres particules fait que la plupart des neutrinos produits dans le cœur du Soleil peuvent traverser le Soleil sans être absorbés. Il est donc possible d'observer directement le cœur du Soleil en détectant ces neutrinos.

### Histoire
La première expérience à avoir réussi à détecter des neutrinos cosmiques a été l'expérience de Ray Davis sur le chlore, au cours de laquelle des neutrinos ont été détectés en observant la conversion de noyaux de chlore en argon radioactif dans un grand réservoir de perchloroéthylène. Il s'agissait d'un canal de réaction attendu pour les neutrinos, mais comme seul le nombre de désintégrations de l'argon était compté, cela ne donnait aucune information directionnelle, comme l'origine des neutrinos. L'expérience a permis de trouver environ 1/3 de neutrinos par rapport à ce que prévoyait le modèle solaire standard de l'époque, et ce problème a été baptisé « problème des neutrinos solaires ».
Bien que l'on sache aujourd'hui que l'expérience sur le chlore a permis de détecter des neutrinos, certains physiciens de l'époque s'en méfiaient, principalement parce qu'ils ne faisaient pas confiance à ces techniques radiochimiques. L'expérience Kamiokande-II a permis de détecter sans ambiguïté les neutrinos solaires. Il s'agit d'un détecteur Tcherenkov à eau dont le seuil d'énergie est suffisamment bas pour détecter les neutrinos par diffusion élastique neutrino-électronique. Lors de l'interaction de diffusion élastique, les électrons sortant du point de réaction pointent fortement dans la direction où le neutrino se déplaçait, c'est-à-dire loin du Soleil. Cette capacité à « pointer vers l'arrière » du soleil a été la première preuve concluante que le soleil est alimenté par des interactions nucléaires dans le noyau. Bien que les neutrinos observés dans Kamiokande-II provenaient clairement du Soleil, le taux d'interaction des neutrinos était encore une fois supprimé par rapport à la théorie de l'époque. Pire encore, l'expérience Kamiokande-II a mesuré environ la moitié du flux prédit, plutôt que le tiers de l'expérience du chlore.
La solution au problème des neutrinos solaires a finalement été déterminée expérimentalement par l'Observatoire de neutrinos de Sudbury (SNO). Les expériences radiochimiques n'étaient sensibles qu'aux neutrinos électroniques, et le signal des expériences Cerenkov sur l'eau était dominé par le signal des neutrinos électroniques. L'expérience SNO, en revanche, était sensible aux trois saveurs de neutrinos. En mesurant simultanément le flux de neutrinos électroniques et le flux total de neutrinos, l'expérience a démontré que la suppression était due à l'effet Mikheïev-Smirnov-Wolfenstein (MSW), la conversion des neutrinos électroniques de leur état de saveur pure en l'état propre de masse du deuxième neutrino lorsqu'ils traversent une résonance due au changement de densité du Soleil. La résonance dépend de l'énergie et s'active vers 2 MeV. Les détecteurs Tcherenkov à eau ne détectent que les neutrinos supérieurs à environ 5 MeV, alors que les expériences radiochimiques sont sensibles à des énergies plus faibles (0,8 MeV pour le chlore, 0,2 MeV pour le gallium), ce qui s'est avéré être la source de la différence entre les taux de neutrinos observés dans les deux types d'expériences.

### Chaîne proton-proton
Tous les neutrinos issus de la réaction en chaîne proton-proton (neutrinos PP) ont été détectés, à l'exception des neutrinos hep (point suivant). Trois techniques ont été adoptées : La technique radiochimique, utilisée par l'expérience Homestake, GALLEX, GNO et SAGE (en) a permis de mesurer le flux de neutrinos au-dessus d'une énergie minimale. Le SNO a utilisé la diffusion sur le deutérium qui a permis de mesurer l'énergie des événements, identifiant ainsi les composantes individuelles de l'émission de neutrinos prévue par le SSM. Enfin, Kamiokande, Super-Kamiokande, SNO, Borexino (en) et KamLAND (en) ont utilisé la diffusion élastique sur des électrons, ce qui permet de mesurer l'énergie des neutrinos. Des neutrinos du bore-8 ont été observés par Kamiokande, Super-Kamiokande, SNO, Borexino et KamLAND. Les neutrinos béryllium-7, pep et PP n'ont été observés que par Borexino à ce jour.

### Les neutrinos HEP
Les neutrinos de la plus haute énergie n'ont pas encore été observés en raison de leur faible flux par rapport aux neutrinos du bore 8, de sorte que jusqu'à présent, seules des limites ont été imposées au flux. Aucune expérience n'a encore eu la sensibilité suffisante pour observer le flux prédit par le SSM.

### Cycle carbone-azote-oxygène
Les neutrinos issus du cycle carbone-azote-oxygène (CNO) de la production d'énergie solaire - c'est-à-dire les neutrinos CNO - devraient également fournir des événements observables en dessous de 1 MeV. Ils n'ont pas encore été observés en raison du bruit de fond expérimental. Les détecteurs à scintillateur ultra-pur ont le potentiel de sonder le flux prédit par le SSM. Cette détection pourrait déjà être possible dans Borexino ; les prochaines occasions scientifiques seront dans SNO+ et, à plus long terme, dans LENA et JUNO, trois détecteurs qui seront plus grands mais qui utiliseront les mêmes principes que Borexino. La collaboration Borexino a confirmé que le cycle du CNO représente 1 % de la production d'énergie dans le cœur du Soleil.

### Expériences futures
Bien que les expériences radiochimiques aient en quelque sorte observé les neutrinos pp et Be7, elles n'ont mesuré que des flux intégraux. Le « Saint-Graal » des expériences sur les neutrinos solaires consisterait à détecter les neutrinos Be7 à l'aide d'un détecteur sensible aux énergies individuelles des neutrinos. Cette expérience permettrait de tester l'hypothèse MSW en recherchant l'activation de l'effet MSW. Certains modèles exotiques sont encore capables d'expliquer le déficit de neutrinos solaires, de sorte que l'observation de l'activation de l'effet MSW résoudrait finalement le problème des neutrinos solaires.

## Prédiction de la température centrale
Le flux de neutrinos bore-8 est très sensible à la température du cœur du Soleil : {\displaystyle \phi ({\ce {^8B}})\propto T^{25}}. Pour cette raison, une mesure précise du flux de neutrinos bore-8 peut être utilisée dans le cadre du modèle solaire standard comme mesure de la température du cœur du Soleil. Cette estimation a été réalisée par Fiorentini et Ricci après les premiers résultats du SNO publié, et ils ont obtenu une température de < {\displaystyle T_{\text{Soleil}}=15.7\times 10^{6}\;{\text{K}}\;\pm 1\%} à partir d'un flux de neutrinos déterminé de 5.2×106/cm2.s.

## Appauvrissement en lithium à la surface du soleil
Les modèles stellaires de l'évolution du Soleil prédisent assez bien l'abondance chimique à la surface du Soleil, sauf pour le lithium (Li). L'abondance de Li à la surface du Soleil est 140 fois inférieure à la valeur protosolaire (c'est-à-dire l'abondance primordiale à la naissance du Soleil), mais la température à la base de la zone convective de surface n'est pas assez élevée pour brûler - et donc épuiser - le Li[, ce qui est connu comme le problème du lithium solaire. Une large gamme d'abondances de Li est observée dans les étoiles de type solaire ayant le même âge, la même masse et la même métallicité que le Soleil. Les observations d'un échantillon non biaisé d'étoiles de ce type avec ou sans planètes observées (exoplanètes) ont montré que les étoiles porteuses de planètes connues ont moins d'un pour cent de l'abondance primordiale de Li, et que la moitié des étoiles restantes ont dix fois plus de Li. On suppose que la présence de planètes peut augmenter le mélange et approfondir la zone de convection au point de pouvoir brûler le lithium. Un mécanisme possible est l'idée que les planètes affectent l'évolution du moment angulaire de l'étoile, modifiant ainsi la rotation de l'étoile par rapport à des étoiles similaires sans planètes ; dans le cas du Soleil, cela ralentit sa rotation. Des recherches supplémentaires sont nécessaires pour découvrir où et quand se situe la faille dans la modélisation. Étant donné la précision des sondes héliosismiques de l'intérieur du Soleil actuel, il est probable que la modélisation du Soleil protostellaire doive être ajustée.